# エドソン・ルメール
エドソン・ルメール（フランス語: Edson Lemaire、1990年10月31日 - ）は、タヒチ・ディビジョン・フェデレールのASドラゴンに所属するサッカー選手である。タヒチ代表で、ポジションはDF 。

## 代表歴
ルメールはOFCネイションズカップ2012のバヌアツ代表戦で代表デビューを果たし、右サイドバックとして活躍した。

## タイトル

### 代表
- OFCネイションズカップ:

優勝 (1): 2012

## 個人成績
| タヒチ代表 | タヒチ代表 | タヒチ代表 |
| 年         | 出場       | 得点       |
| ---------- | ---------- | ---------- |
| 2012       | 1          | 0          |
| 2013       | 5          | 0          |
| 計         | 6          | 0          |